# Келлан Латц
Келлан Крістофер Латц (англ. Kellan Lutz; 15 березня 1985) — американський актор і модель. Він дебютував у фільмі Stick It (2006), а найбільш відомий за роллю Еммета Каллена в серії фільмів «Сутінкова сага» (2008–2012). З тих пір він зіграв Посейдона у фільмі «Безсмертні» 2011 року, озвучив головного героя в анімаційному фільмі «Тарзан» 2013 року, зіграв Джона Смайлі в «Нестримних 3» (2014) і Геркулеса в «Легенді про Геркулеса» (2014). Він знявся в трилерному серіалі CBS «ФБР: Найбільш розшукувані» (2020–2021).

## Ранні роки
Келлан Крістофер Латц народився 15 березня 1985 року в Дікінсоні, штат Північна Дакота, в сім'ї Карли (уродженої Теесфельд; нар. 1960) і Бредлі Латца (нар. 1960), обоє німецького походження. У нього шестеро братів: Брендон, Таннер, Девід, Деніел, Бред і Кріс. Латц виріс на Середньому Заході та в Аризоні і закінчив середню школу Horizon у Скоттсдейлі, Аризона. Перш ніж вирішити продовжити кар'єру актора, він навчався в Університеті Чепмена, щоб отримати ступінь інженера-хіміка.

## Кар'єра

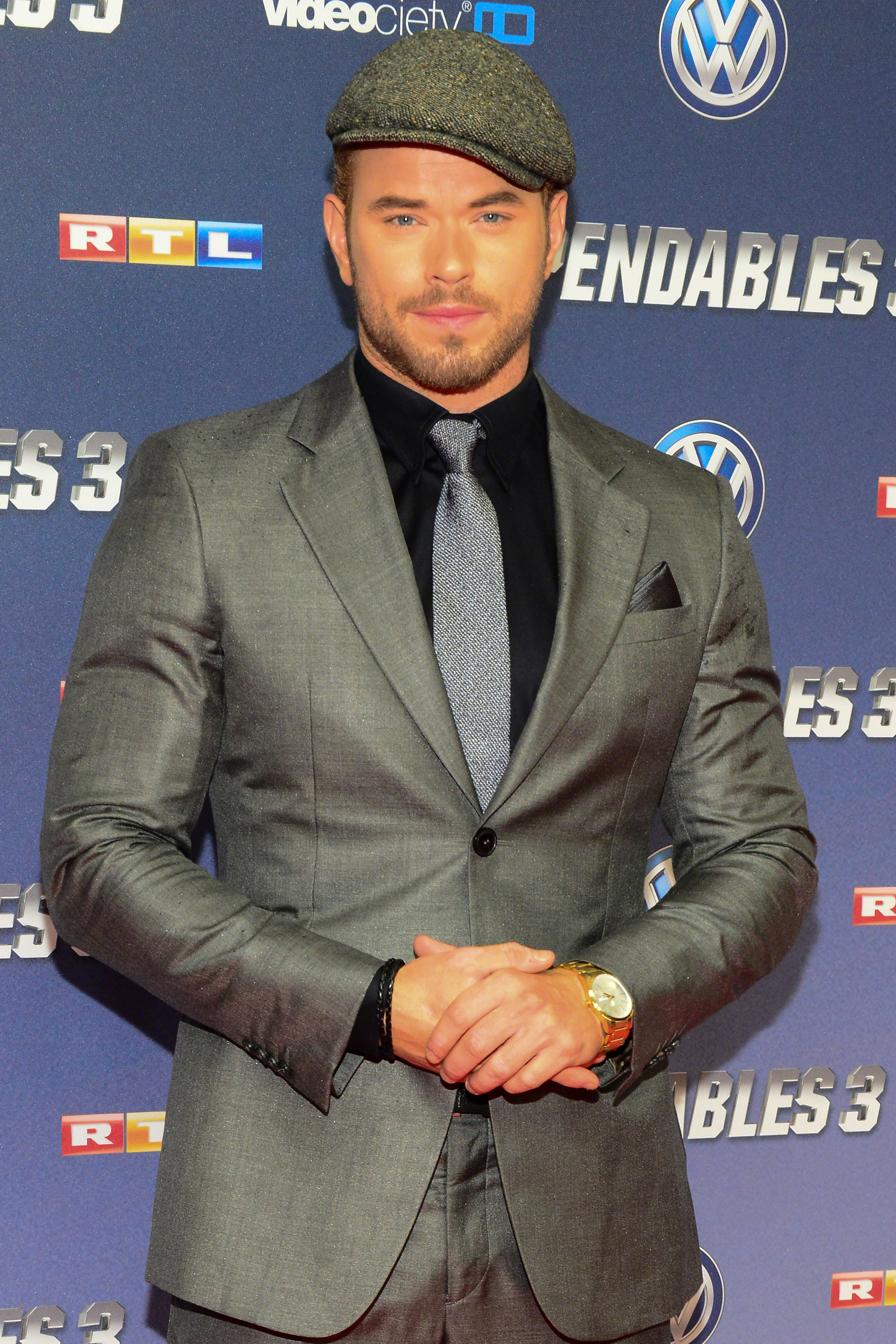
Лутц на німецькій прем'єрі "Нестримних 3" у 2014 році

У Латца були повторювані ролі в серіалах «Зразкові громадяни» (2004) і «Повернення» (2005), а також інші ролі в епізодах «Сміливі та красиві», «CSI: Нью-Йорк», «Саммерленд», «Шість футів під землею», «CSI: Місце злочину» та «Герої». Він також знімався в фільмах Stick It (2006), Accepted (2006) і Prom Night (2008). Крім того Латц виступав на каліфорнійській сцені та був ведучим Blow Out від Bravo. Він також знявся в рекламі аромату With Love Хіларі Дафф у 2006 році, а також у музичному кліпі 2007 року на її сингл «With Love». У 2008 році він знявся в іншому музичному кліпі Hinder «Without You». У тому ж році Латц також з'явився в міні-серіалі Generation Kill, знятому на основі книги Евана Райта, і зіграв головну роль у фільмі Глибока зима.
Великий прорив для Латца стався, коли він зіграв Еммета Каллена в екранізації саги «Сутінки» (2008) Стефані Майєр. Він повторив свою роль у всіх чотирьох наступних фільмах, починаючи з «Сутінкової саги: Молодий місяць» (2009). Він також з'явився в ролі Джорджа Еванса у спін-оффі 90210 (2009) на CW. У квітні 2010 року Латц також знявся в рімейку «Кошмар на вулиці В'язів» у ролі Діна, «улюбленого, заможного школяра». Він повторив свою роль Еммета Каллена в третій частині саги «Сутінки», «Сутінкова сага: Затемнення» (2010), а потім з’явився в образі запеклого Посейдона, бога моря в «Безсмертних» (2011). У фільмі «Серце воїна» (2011) Латц возз’єднався зі своєю колегою по «Сутінках» і близькою подругою Ешлі Ґрін. Був претиндентом на головну роль у фільмі «Конан-варвар» (2011), але зрештою роль дісталася Джейсону Момоа. Він також возз’єднався зі своїм колегою по фільму «Безсмертні» Міккі Рурком у бойовику Java Heat (2013), який знімався в Індонезії. У 2012 році Латц був одним із кандидатів на головну чоловічу роль у фільмі «Мисливці за відьмами», яка дісталася Джеремі Реннеру. Латц зіграв головну роль в епопеї «Легенда про Геркулеса» (2014), але фільм було розкритиковано, і Латц був номінований на дві премії «Золота малина».
Латц підписав контракт з Ford Models. Він є однією з моделей, представлених у кампанії нижньої білизни Calvin Klein X 2010 року.
У 2012 році Латц з'явився у телевізійному шоу 30 Rock, зігравши версію себе, яка пов'язана з персонажем Джей Ді Латцем, якого зіграв актор Джон Латц. У 2011 і 2012 роках він знову зіграв Еммета Каллена в четвертій і п’ятій частинах «Сутінок»: «Сутінкова сага: Світанок – частина 1 і частина 2» (2012).
У 2016 році Латц знявся у трилері «Гроші» з Джеймі Бамбером, Джессі Вільямсом і Джессом Вейкслером режисера Мартіна Розета та продюсера Атіта Шаха. Латц також з’явився в головній ролі в «Науковій фантастиці», тому першому: «Дитина Осіріса» та «Вартові гробниці».
24 червня 2016 року Латц написав у Твіттері, що мав зустріч із Макджі та Мері Віолою щодо ролі Хе-Мена.
Починаючи з 2020 року, Латц грав спеціального агента ФБР Кенні Кросбі в серіалі CBS «ФБР: Найрозшукуваніші». Він залишив роль на прем'єрі третього сезону, щоб допомогти з переїздом своїй родині назад у Каліфорнію.

## Філантропія
Основною благодійною організацією Латца є «Врятувати невинність», яка займається порятунком і реабілітацією дітей, які стали жертвами секс-торгівлі в Сполучених Штатах. Він був джентльменом року за версією GQ за роботу з цією організацією, а з 2011 року є громадським послом організації. Латц щороку присвячує свій день народження фінансовій допомозі Saving Innocence і регулярно проводить для них кампанії.
У 2010 році Латц був прес-секретарем кампанії PETA «Усиновити, не купувати». Він також підтримує західноафриканську благодійну організацію, яка працює задля збереження приматів Ape Action Africa. На дублінській прем’єрі фільму «Тарзан» зібрати кошти для благодійної справи з порятунку зникаючих горил і шимпанзе. Латц підтримав документальний фільм The Paw Project, який присвячений видаленню кігтів екзотичним і одомашненим котам в Америці.

## Особисте життя
Латц полюбляє відпочинок на свіжому повітрі та фітнес. Він прихильник виконання трюків під час зйомок фільмів. Незважаючи на те, що Латц любить дивитися кримінальні фільми, він обирає зйомки в бойовиках. Він християнин.
У жовтні 2017 року Латц розповів, що він заручений з телеведучою та моделлю Бріттані Ґонсалес. 23 листопада 2017 року Латц і Ґонсалес оголосили про те, що одружилися. 28 листопада 2019 року Латц оголосив у своєму Instagram-акаунті, що вони з Ґонзалес чекають дівчинку в 2020 році. 6 лютого 2020 року Ґонсалес оголосила про несподівану втрату дитини через шість місяців вагітності. У лютому 2021 року у пари народилася дочка, а в серпні 2022 року народився син .

## Фільмографія

### Фільми
| Year | Title                              | Role                                               | Notes            |
| ---- | ---------------------------------- | -------------------------------------------------- | ---------------- |
| 2006 | Бунтарка                           | Френк                                              |                  |
| 2006 | Нас прийняли                       | Двайн                                              |                  |
| 2007 | Мертвий готель                     | Чад                                                | Direct to video  |
| 2008 | Prom Night                         | Rick Leland                                        |                  |
| 2008 | Deep Winter                        | Mark Rider                                         |                  |
| 2008 | Сутінки                            | Еммет Каллен                                       |                  |
| 2009 | Плем'я                             | Jake                                               |                  |
| 2009 | Сутінки. Сага: Молодий місяць      | Еммет Каллен                                       |                  |
| 2010 | Meskada                            | Eddie Arlinger                                     |                  |
| 2010 | Кошмар на вулиці В'язів            | Дін                                                |                  |
| 2010 | Сутінки. Сага: Затемнення          | Еммет Каллен                                       |                  |
| 2011 | Серце воїна                        | Конор Салліван                                     |                  |
| 2011 | Спершу кохання, потім весілля      | Чарлі                                              |                  |
| 2011 | Arena                              | FBI Agent David Searle / David Lord / Death Dealer |                  |
| 2011 | Сутінки Сага: Світанок – Частина 1 | Еммет Каллен                                       |                  |
| 2011 | Війна Богів: Безсмертні            | Посейдон                                           |                  |
| 2012 | Сутінки Сага: Світанок – Частина 2 | Еммет Каллен                                       |                  |
| 2013 | Палаючий острів                    | Джейк                                              |                  |
| 2013 | Сироп                              | "Sneaky" Pete                                      |                  |
| 2013 | Тарзан                             | Тарзан                                             | Актор озвучення  |
| 2014 | Геракл. Початок легенди            | Геркулес                                           |                  |
| 2014 | Нестримні 3                        | Джон                                               |                  |
| 2015 | Експериментатор                    | Вільям Шетнер                                      |                  |
| 2015 | Extraction                         | Гаррі                                              |                  |
| 2016 | Money                              | Марк                                               |                  |
| 2016 | Дитя Осіріса                       | Сай Ломбок                                         |                  |
| 2017 | Lima                               | Ліма                                               | Короткометражний |
| 2018 | Вартові гробниці                   | Джек Рідлі                                         |                  |
| 2018 | Speed Kills                        | Роббі                                              |                  |
| 2019 | Чого хочуть чоловіки               | Captain Fucktastic                                 |                  |
| 2020 | Famous Adjacent                    | Зіграв себе                                        | Короткометражний |
| 2020 | Divertimento                       | Джонас Олсен                                       | Короткометражний |
| 2022 | What Remains                       | Трой                                               |                  |

### Телебачення
| рік        | Назва                                                      | Роль                          | Примітки                     |
| ---------- | ---------------------------------------------------------- | ----------------------------- | ---------------------------- |
| 2004 рік   | Зразкові громадяни                                         | себе                          | Конкурсант                   |
| 2004 рік   | The Bold and the Beautiful                                 | Роб                           | Епізод #1.4409               |
| 2005 рік   | Місце злочину: Нью-Йорк                                    | Алекс Гоппер                  | Епізод: "Tri-Borough"        |
| 2005, 2014 | Повернення                                                 | Кріс МакНесс                  | 14 серій                     |
| 2005 рік   | Клієнт завжди мертвий                                      | Створка                       | Епізод: "Hold My Hand"       |
| 2005 рік   | Саммерленд                                                 | Форді                         | 2 епізоди                    |
| 2007 рік   | CSI: Місце злочину                                         | Кріс Маллінз                  | Епізод: " Порожні очі "      |
| 2007 рік   | Герої                                                      | Енді                          | Епізод: «П'ять років минуло» |
| 2008 рік   | Покоління вбивць                                           | капрал Джейсон Ліллі          | міні-серіал                  |
| 2008–09 рр | 90210: Нове покоління                                      | Джордж Еванс                  | 6 серій                      |
| 2009 рік   | Веллі Пікс                                                 | Кайл Макбрайд                 | 2 епізоди                    |
| 2012 рік   | Панк                                                       | себе                          | Гість господар               |
| 2012 рік   | 30 потрясінь                                               | себе                          | Епізод: " Unwindulax "       |
| 2014 рік   | Пригоди надокучливого апельсина з високим вмістом фруктози | Король Потадектес / Pie-Clops | Епізод: "Mash of the Titans" |
| 2015 рік   | Яблучко                                                    | себе                          | Хост                         |
| 2019–21    | ФБР                                                        | Кен «Кенні» Кросбі            | 3 епізоди                    |
| 2020–21    | ФБР: Найбільш розшукувані                                  | Кен «Кенні» Кросбі            | Головна роль (1-3 сезони)    |
| 2021 рік   | ФБР: За кордоном                                           | Кен «Кенні» Кросбі            | Епізод: "Пілот"              |
| 2022 рік   | Вартові справедливості                                     | Король Цунамі                 | Повторювана роль             |

### Музичні кліпи
| рік      | Назва               | Художник        |
| -------- | ------------------- | --------------- |
| 2007 рік | "With Love"         | Гіларі Дафф     |
| 2008 рік | "Without You"       | Hinder          |
| 2012 рік | "Put Your Hands Up" | Matchbox Twenty |

## Нагороди та номінації
| Year | Award                   | Category                         | Work                                      | Result    |
| ---- | ----------------------- | -------------------------------- | ----------------------------------------- | --------- |
| 2010 | Teen Choice Awards      | Choice Movie: Scene Stealer Male | The Twilight Saga: New Moon               | Перемога  |
| 2011 | Teen Choice Awards      | Choice Movie: Male Scene Stealer | The Twilight Saga: Eclipse                | Перемога  |
| 2012 | Teen Choice Awards      | Choice Movie Scene Stealer: Male | The Twilight Saga: Breaking Dawn – Part 1 | Перемога  |
| 2013 | Teen Choice Awards      | Choice Movie Scene Stealer       | The Twilight Saga: Breaking Dawn – Part 2 | Перемога  |
| 2014 | Teen Choice Awards      | Choice Movie Actor: Action       | The Legend of Hercules                    | Номінація |
| 2014 | Young Hollywood Awards  | Super Superhero                  | The Legend of Hercules                    | Перемога  |
| 2014 | Young Hollywood Awards  | Hottest Body                     | Н/Д                                       | Номінація |
| 2015 | Golden Raspberry Awards | Worst Actor                      | The Legend of Hercules                    | Номінація |
| 2015 | Golden Raspberry Awards | Worst Screen Combo               | The Legend of Hercules                    | Номінація |
| 2016 | Northeast Film Festival | Best Actor in a Feature Film     | Money                                     | Номінація |
| 2016 | Orlando Film Festival   | Best Ensemble Cast               | Money                                     | Номінація |

## Зовнішні покликання
- Келлан Латц на сайті IMDb (англ.)
- Келлан Латц на сайті All Movie Guide (англ.)